# Henzenī
Henzenī (persiska: هنزنی, Henzenī-ye Pā’īn) är en ort i Iran.   Den ligger i provinsen Gilan, i den nordvästra delen av landet, 300 km nordväst om huvudstaden Teheran. Henzenī ligger 20 meter över havet och antalet invånare är 806.
Terrängen runt Henzenī är varierad.  Närmaste större samhälle är Līsār, 16,6 km söder om Henzenī. 